# Профилирана гимназия с преподаване на чужди езици „Христо Ботев“
Езикова гимназия „Христо Ботев“ е училище в Кърджали.
Училището е основано през 1921 година, преобразувано е в средно през 1976 г. Става първата и единствена езикова гимназия в Източните Родопи през 1983 г. Преподават се западни езици.

## История
ПГПЧЕ „Христо Ботев“ е наследник на първото средно училище в Източните Родопи. Официално е открито на 23 септември 1921 г. със Заповед № 4472 на Министерството на народното просвещение като непълна смесена гимназия. През 1976 година гимназията се слива с ОУ „Св. св. Кирил и Методий“ под името ЕСПУ „Христо Ботев“. През 1983 година тя става ЕСПУ с преподаване на руски и западни езици. От 1989 година гимназията е асоцииран член към ЮНЕСКО.
Рязко повишеният интерес към чуждоезиковото обучение налага трансформацията ѝ през 1994 г. в Профилирана гимназия с преподаване на чужди езици „Христо Ботев“ с решение на Министерството на образованието, обнародвано в ДВ, брой 45 от 20 май 1994 г. Днес тя е утвърден езиков център в Южна България, с приоритетна инвестиция в култура и образование, насочена към развитие на активна гражданска позиция на младите. Ръководството и колективът са си поставили високи цели, свързани с възпитанието на будно гражданско общество, което живее в разбирателство на фона на различията.
С успешната работа по различни европейски и национални проекти ПГПЧЕ „Христо Ботев“ стимулира възпитаниците си, независимо от техния етнически, религиозен и расов произход, да участват активно в свободния обмен на информация, сътрудничество, знания и идеи с връстниците си от другите европейски страни. Чрез сътрудничество с национални и международни организации (ЮНЕСКО, Асоциация на Кеймбридж училищата, Средиземноморска фондация за междукултурен диалог „Анна Линд“, Cisco, Schulen – Partner der Zukunft) педагогическият колектив и ръководството целят да придобият ценен опит в областта на междукултурното сътрудничество, да развият принципите на неформалното образование и да обменят добри практики в сферата на културата и иновациите, които рефлектират пряко върху всички ученици, обучаващи се в гимназията.
Политиката на учебното заведение е да насърчава формирането на гражданска позиция у подрастващите, да възпитава космополити, да превръща училището в желана територия за млади таланти.